# Raïon de Kniajpogost
Le raïon de Kniajpogost (en russe : Княжпогостский район, Knjažpogostski raion, en komi : Княжпогост район, Knjažpogost raion) est un raïon de la république des Komis, en Russie.

## Géographie
D'une superficie de 24 615,60 km2, le raïon de Kniajpogost est situé au centre de la république des Komis.
Le raïon de Kniajpogost borde le raïon d'Oust-Tsilma au nord, Oukhta à l'est, le raïon d'Oust-Vym au sud-est, le raïon de Syktyvdin et le raïon de Kortkéros au sud ainsi que le raïon d'Oudora à l'ouest.
Le centre administratif du raïon de Kniajpogost est la ville de Iemva située à 130 kilomètres de Syktyvkar la capitale de la république.
En plus de la ville de Iemva, le raïon comprend l'agglomération de Sindor et 10 municipalités rurales : Iosser, Knjajpogost, Mechtchura, Serjogovo, Chochka, Trakt, Tchinjavoryk, Turja, Vetju et Vojajol.
Au recensement de 2002, 64,4 % des habitants étaient russes, 17,9 % komi, 7,7 % ukrainiens, 2,4 % biélorusses et 0,9 % allemands.
L'activité majeure sur le plan économique est l'exploitation de la bauxite.
En outre, le raïon produit des matériaux de construction, des panneaux de fibres et des poutres en bois.

## Démographie
La population du raïon de Kniajpogost a évolué comme suit:
| 2002   | 2009   | 2011   | 2013   | 2015   |
| ------ | ------ | ------ | ------ | ------ |
| 29 688 | 25 649 | 23 243 | 21 854 | 20 572 |

| 2019   | 2021   | - | - | - |
| ------ | ------ | - | - | - |
| 18 716 | 15 609 | - | - | - |

## Galerie

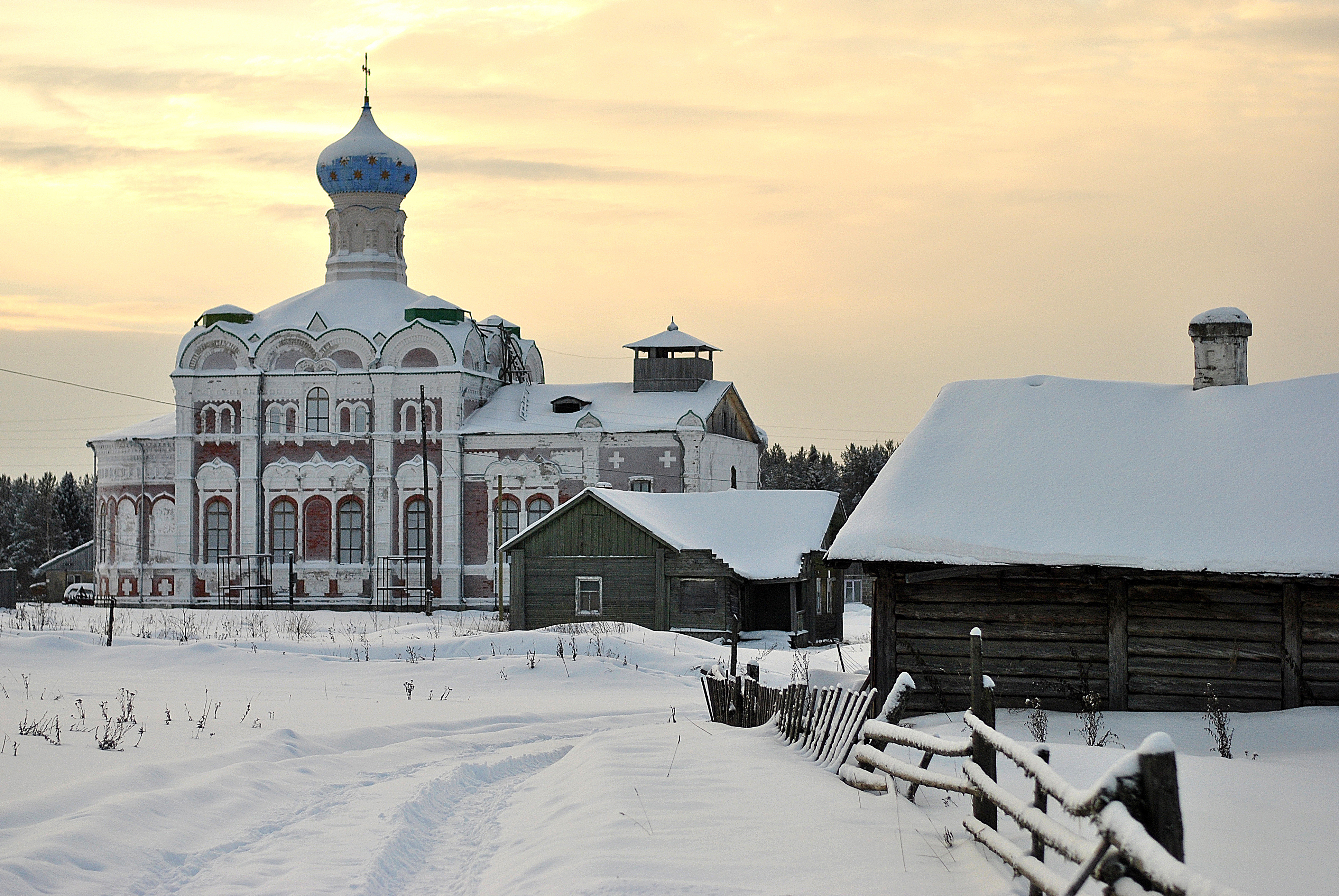
Monastère de la Sainte-Croix à   Kyltovo.
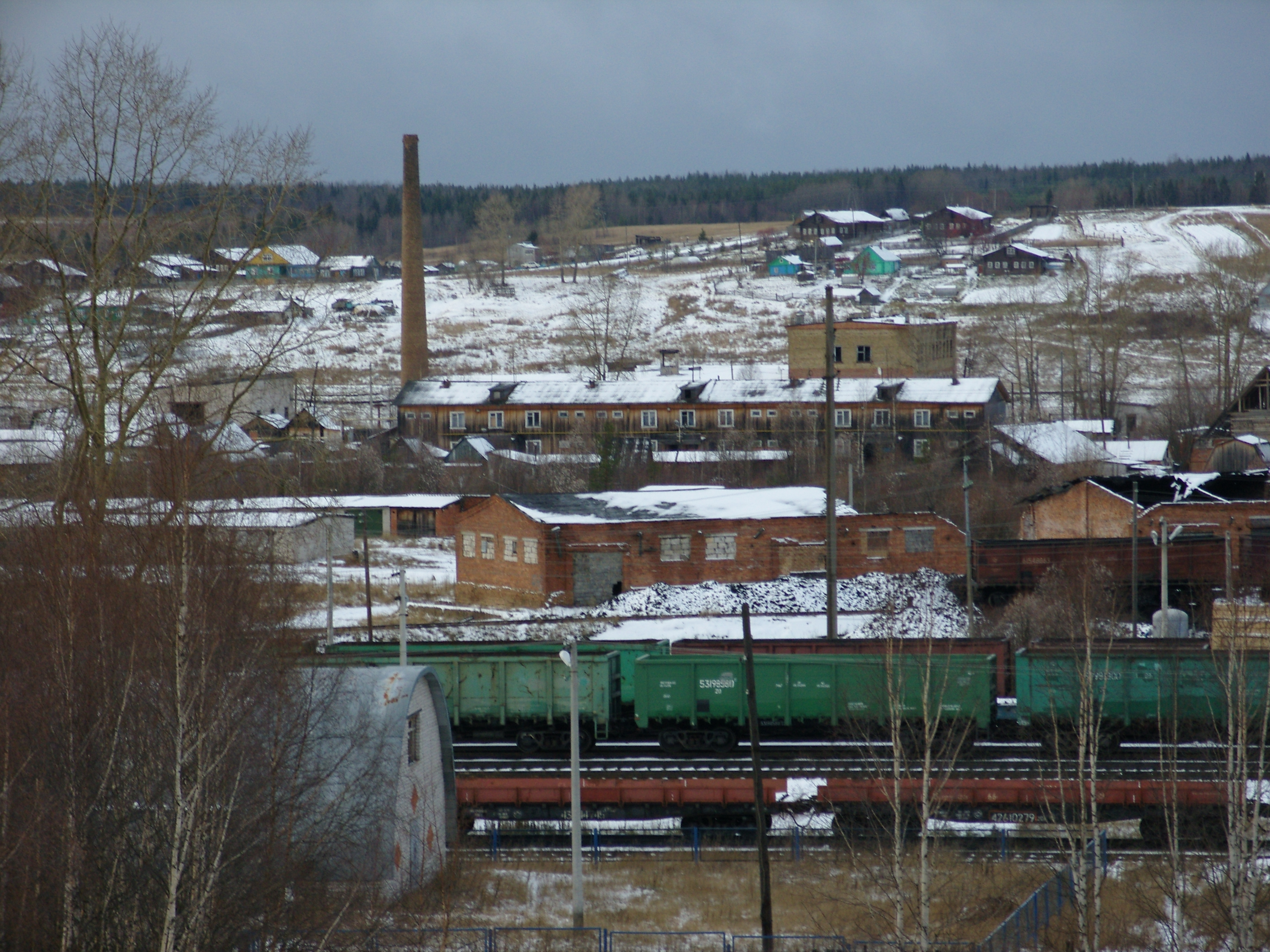
Emva vu du toit de l'école n°1.
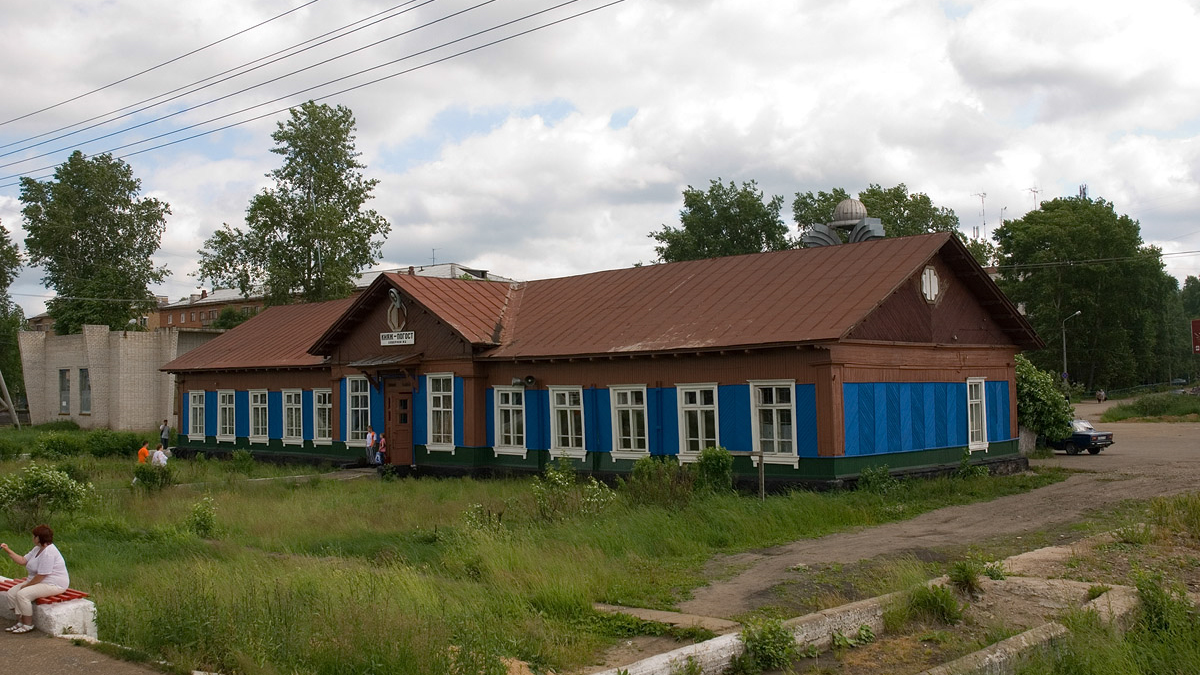
Gare de Kniajpogost.